# Gradierwerk Bad Dürrenberg
Das Gradierwerk Bad Dürrenberg ist ein technisches Denkmal in Bad Dürrenberg und das längste zusammenhängende Gradierwerk Deutschlands.

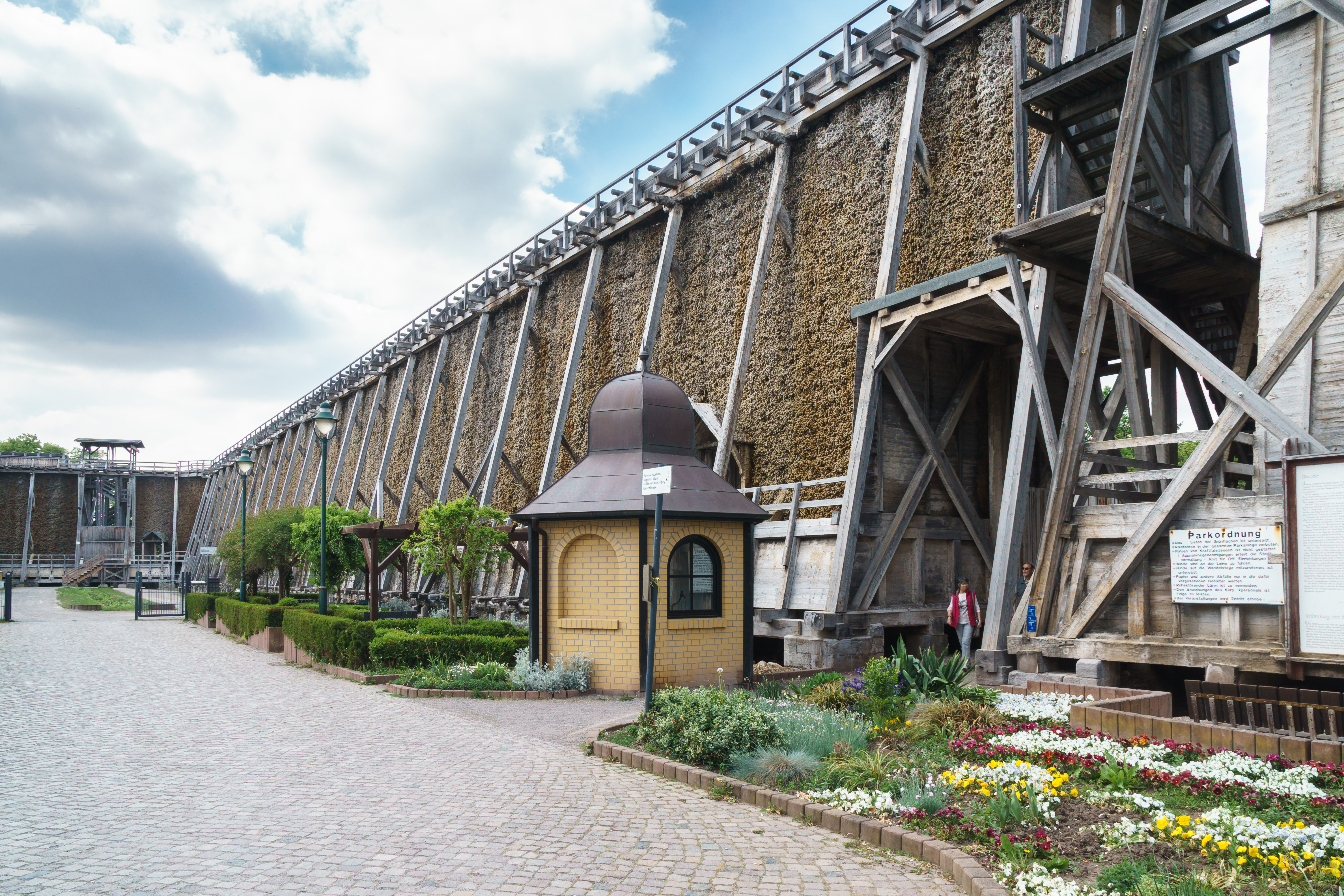
Gradierwerk im Bereich Querhaus im Mai 2018

## Geschichte

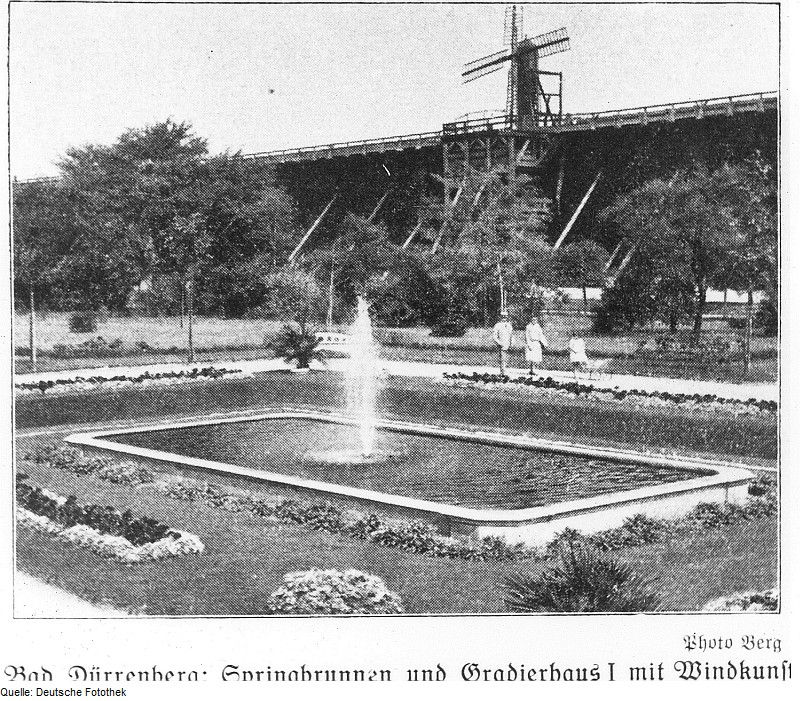
Springbrunnen im Kurpark und Gradierwerk I mit Windkunst (1933)

Der kurfürstlich-sächsische Bergrat Johann Gottfried Borlach begann am 25. Juni 1741 mit den geologischen Untersuchungen in und um Dürrenberg. Am 3. Mai 1744 wurde mit der Schachtabteufung begonnen. Nach 19-jähriger Arbeit und zahlreichen Rückschlägen stießen am 15. September 1763 die Bergleute in 223 Meter Tiefe auf die gesuchte Sole. Sofort begann man mit dem Bau des Schachtturmes, des heutigen Wahrzeichens von Bad Dürrenberg, des Borlachturms. Vier Tage nach der Erschließung der Solequelle wurde mit dem Bau des I. Gradierwerks begonnen. Es wurde nach Originalplänen von Borlach in einer Länge von 89 Bund ausgeführt. Am 10. März 1765 war das erste Siedehaus fertig, so dass am 16. März die ersten 100 Zentner (5000 kg) Siedesalz hergestellt werden konnten.
Es erfolgten im Laufe der Jahre zahlreiche Erweiterungen und Umbauten an den Gradierwerken.
Ab 1846 begann die medizinische Nutzung und brachte dem Ort zahlreiche Kurgäste.
Der Befall durch Pilze und Scheinbockkäfer gefährdete zunehmend die Stabilität des Tiefenbehälters unter dem Gradierwerk I. Dieser wird seit 2018 abschnittsweise saniert. Die zunehmenden Salzablagerungen sowie die Versteinerung des Holzes gefährdeten zudem zunehmend die Stabilität der Anlage im Bereich des Querhauses und des Doppelstücks. Diese Abschnitte wurden 2019 abgerissen und seit Ende 2020 bis 2022 wieder aufgebaut.
Das Gradierwerk wurde in die Liste der Kulturdenkmale in Bad Dürrenberg aufgenommen.

## Technik
Das Gradierwerk ist eine Anlage zur Salzgewinnung. Sie besteht aus einem Holzgerüst, das mit Reisigbündeln (vorwiegend Schwarzdorn) verfüllt ist. Der Salzgehalt im Wasser wird erhöht, indem Sole durch Reisig hindurchgeleitet wird, wobei auf natürliche Weise Wasser verdunstet. Außerdem lagern sich Verunreinigungen der Sole an den Dornen ab; dadurch wird die Qualität des erzeugten Salzes erhöht.
Durch die Zerstäubung der Sole herrscht in der Nähe der Gradierwerke ein meeresähnliches Mikroklima, welches günstig bei Atemwegserkrankungen ist. Im Vergleich zu allen anderen erhaltenen Gradierwerken wurde es jedoch nie speziell für die Kurinhalation umgestaltet. Die Anlage ist weitgehend im technischen Zustand des frühen 19. Jahrhunderts und zeigt die sächsische Senffsche Bauart sowie die altpreußische Colberger Bauart.
Die Reisigbündel (Schwarzdorn) müssen zyklisch erneuert werden, da sich unter anderem Gips ablagert und dieser zur Bildung von Dornstein führt. Dieser beeinträchtigt die Zerstäubung der herabrieselnden Sole, damit die Aerosolbildung und die Freiluftinhalation.
Die Gradierwerke wurden ursprünglich aus regionalem Fichtenholz gebaut, heute kommt bei Sanierungsarbeiten hauptsächlich Lärchenholz zum Einsatz.

## Einzelbestandteile
- Gradierwerk I: 420 m mit Teilabschnitte Haus 1 und Kolberg I + II mit Tiefenbehälter (Bundfeld 77 - 101) sowie Doppelstück (Bundfeld 101 -126) heute noch vollständig erhalten, mit Windkunst.
- Gradierwerk II: bis 2003 vollständig erhalten, heute nur noch 45 m (ca. 110 m abgerissen), Bundfeld 1 - 38, heute noch Bundfeld 27 - 38
- Gradierwerk III: bis 2003 vollständig erhalten, heute nur noch 55 m (ca. 130 m abgerissen), Bundfeld 153 - 197, heute noch Bundfeld 153 - 165
- Gradierwerk IV: abgerissen (1934), 96 m lang, mit Gradierwerk III durch eine obere und untere Soleleitung verbunden
- Gradierwerk V: abgerissen (ab 1965), 840 m lang, mit Windkunst
- Querhaus: 90 m Verbindungsstück zwischen Gradierwerk I und III, Bundfeld 127 - 151
- Polygonstück: Bundfeld 151 -153  bei Kaltinhalierhalle

Die Gradierwerke I, II und III sind mit Querhaus und Polygonstück zusammenhängend verbunden.
Von ursprünglich vorhandenen 1887 m Gradierwerk sind heute noch 636 m erhalten (bis 2003 noch 885 m).

## Bauarten
- Typ 1: Senffsche Konstruktion, sich kreuzende Hauptstreben in Bundsäulen eingezapft und im Kreuzungsbereich mit Hauptsäule verbunden (Gradierwerk II, Querhaus, Doppelstück, Gradierwerk V)
- Typ 2: Senffsche Konstruktion, nachträglicher Höhenbau sichtbar, 2 verschiedene Bindertypen, zusätzlich horizontale Abstützung der Hauptsturmstreben (Gradierwerk I, Haus 1)
- Typ 3: altpreußische Konstruktion (Kolberg oder Königsborn), weitausladende Hauptstreben, die mit Hauptsäule und den das Verdeck stützenden Kopfstreben gemeinsamen Kreuzungspunkt bilden, unter nochmals Widerstreben, Erdreservoire (4 m tief), Herzstück der Gradieranlage, holzsparend, schlank. (Gradierwerk I, Kolberg I + II)
- Typ 4: Senffsche Bauweise, ähnlich Gradierwerk II, Elemente von Schröter erkennbar, senkrecht angesetzte Bundsäulen auf gemauerten Pfeilern. Typisch senkrechte Solekastenwände (Gradierwerk III, Gradierwerk V, Gradierwerk IV jedoch mit Kandeln (ohne Solbassin))